# Nova Fátima
Nova Fátima este un oraș în statul Bahia (BA) din Brazilia.